# 新錫奇 (蘇梅區)
51°5′8″N 34°55′10″E / 51.08556°N 34.91944°E
新锡奇（烏克蘭語：Нова Січ）是位於烏克蘭東北部的村莊，由蘇梅州蘇梅區的尤納基夫卡市鎮負責管轄。該村處於奧萊什尼亞河畔，距離基亞尼察1公里，海拔高度176米，2001年人口373。